# Franz Romeder
Franz Romeder (* 16. Oktober 1938 in Schweiggers) ist ein ehemaliger österreichischer Politiker (ÖVP) und Bauernbundsekretär. Er war von 1969 bis 1996 Abgeordneter zum Landtag von Niederösterreich sowie von 1988 bis 1998 Erster Landtagspräsident.

## Leben
Romeder besuchte nach der Volksschule das Gymnasium im Stift Zwettl und wechselte danach an das Stiftsgymnasium Melk. Nach der Matura studierte er an der Universität Wien und schloss sein Studium mit dem akademischen Grad Mag. jur. ab. Er arbeitete danach als Sekretär des Niederösterreichischen Bauernbundes und wirkte zwischen 1971 und 1993 als Bürgermeister in Schweiggers. Des Weiteren war er von 1976 bis 1986 geschäftsführender Obmann und zwischen 1986 und 1988 Obmann des österreichischen Gemeindebundes, bis er von 1987 bis 1999 die Funktion des Präsidenten übernahm. In dieser Zeit fand auch die Gründung des Sprachrohrs des Gemeindesbundes, Kommunal, statt. Innerparteilich war er zwischen 1980 und 1999 als Hauptbezirksparteiobmann der ÖVP aktiv. Er vertrat die ÖVP zwischen dem 20. November 1969 und dem 16. April 1998 im Landtag und übernahm am 9. April 1981 das Amt des 3. Landtagspräsidenten. Am 25. Februar 1988 wurde er zum Ersten Landtagspräsidenten gewählt, wobei er diese Funktion bis zu seinem Ausscheiden innehatte.

## Auszeichnungen
- 1986: Silbernes Komturkreuz mit dem Stern des Ehrenzeichens für Verdienste um das Bundesland Niederösterreich
- 1988: Goldenes Komturkreuz mit dem Stern des Ehrenzeichens für Verdienste um das Bundesland Niederösterreich
- 1993: Großes Goldenes Ehrenzeichen mit dem Stern für Verdienste um die Republik Österreich
- 1996: Großkreuz des päpstlichen Gregoriusordens (Cavaliere di Gran Croce di Ordine San Gregorio Magno)
- 1997: Großes Goldenes Ehrenzeichen des Landes Kärnten
- 1998: Ehrenring des Landes Niederösterreich
- 1998: Komturkreuz des Landes Burgenland
- 1998: Großes Silbernes Ehrenzeichen am Bande für Verdienste um die Republik Österreich[2]
- 1999: Großes Goldenes Ehrenzeichen des Landes Steiermark